# María Teresa Gallego
María Teresa Gallego Morales (n. 1972) es una brióloga e investigadora española. Actualmente es profesora en el Departamento de Botánica de la Facultad de Biología en la Universidad de Murcia, donde desarrolla su investigación sobre la diversidad y taxonomía de briófitas.

## Algunas publicaciones
- Juan Guerra Montes, María Jesús Cano Bernabé, Juan A. Jiménez Fernández, María Teresa Gallego Morales, José David Orgaz. 2008. Novedades corológicas para la flora briofítica ibérica. III.
- María T. Gallego Morales. 2002. Revisión taxonómica del género Syntrichia Brid. (Pottiaceae, Musci) en el área circunmediterránea y Macaronesia. Editor Universidad de Murcia, 291 pp.
- María T. Gallego Morales, Patxi Heras Pérez. 1997. El género Aloina (Bryophyta, Musci) en el País Vasco. En: Boletín de la Sociedad Española de Briología, ISSN 1132-8029, N.º 11, pp. 1-5 artículo en línea
- Patxi Heras Pérez, Marta Infante Sánchez. 1996. Bryophytes from the Republic of Equatorial Guinea (West - Central Africa). I. Introduction and preliminary checklist. Tropical Bryology 12: 41-58.
- La abreviatura «M.T.Gallego» se emplea para indicar a María Teresa Gallego como autoridad en la descripción y clasificación científica de los vegetales.[3]